# The Usos
The Usos is een professioneel worsteltag team dat actief is in de World Wrestling Entertainment (WWE) in de brand Smackdown LIVE. Het team bestaat uit de tweelingbroers Jonathan Fatu (Jimmy Uso) en Joshua Fatu (Jey Uso). Tamina was oorspronkelijk lid van dit team als valet, maar verliet alsnog dit team.

## Kampioenschappen en prestaties
- Florida Championship Wrestling
  - FCW Florida Tag Team Championship (1 keer)

- WWE
  - WWE Tag Team Championship (2 keer)
  - WWE SmackDown Tag Team Championship (4 keer)